# Chitray
Chitray is een gemeente in het Franse departement Indre (regio Centre-Val de Loire) en telt 143 inwoners (1999). De plaats maakt deel uit van het arrondissement Le Blanc.

## Geografie
De oppervlakte van Chitray bedraagt 20,9 km², de bevolkingsdichtheid is 6,8 inwoners per km².
De onderstaande kaart toont de ligging van Chitray met de belangrijkste infrastructuur en aangrenzende gemeenten.

## Demografie
Onderstaande figuur toont het verloop van het inwonertal (bron: INSEE-tellingen).